# Maurizio Giuliano
Pour les articles homonymes, voir Giuliano.
Maurizio Giuliano (né le 24 février 1975 à Milan) est un écrivain, journaliste et voyageur italo-britannique contemporain.

## Biographie
En 2004, Maurizio Giuliano était, selon le Guinness Book, la personne la plus jeune qui ait visité tous les pays indépendants du monde. En 2006 et 2007 il était chargé de la presse avec les Nations unies dans plusieurs pays francophones en Afrique, tels que la République centrafricaine et le Tchad, ainsi que le Soudan.